# Giải thưởng điện ảnh Hồng Kông lần thứ 40
Lễ trao giải thưởng điện ảnh Hồng Kông lần thứ 40 là lần tổ chức thứ 40 của giải thưởng điện ảnh Hồng Kông, giải thưởng thường niên dành cho các cá nhân và các bộ phim điện ảnh xuất sắc nhất năm. Lễ trao giải diễn ra vào ngày 17 tháng 7 năm 2022 tại Trung tâm triển lãm và thương mại quốc tế Vịnh Cửu Long ở Cửu Long, Hồng Kông. Ban đầu, lễ được dự kiến tổ chức vào ngày 17 tháng 4 năm 2022 nhưng phải trì hoãn tới ba lần do ảnh hưởng của đại dịch COVID-19. Các hạng mục được đề cử đã được công bố vào ngày 16 tháng 2 năm 2022, bao gồm các tác phẩm công chiếu trong năm 2020 và 2021, do trước đó buổi lễ năm 2021 phải hủy vì đại dịch.
Tác phẩm Nộ hỏa được xướng tên giành giải Phim truyện hay nhất, riêng đạo diễn Trần Mộc Thắng được truy tặng hạng mục Đạo diễn xuất sắc nhất. Huyền thoại Mai Diễm Phương, bộ phim tiểu sử về cuộc đời và sự nghiệp của nữ ca sĩ kiêm diễn viên nổi tiếng cùng tên ở Hồng Kông, là bộ phim giành nhiều giải thưởng nhất với năm lần đoạt giải, theo sau là hai bộ phim Nộ hỏa và Răng khôn.

## Chiến thắng và đề cử
Sau đây là danh sách đề cử. Người chiến thắng sẽ được liệt kê lên đầu hàng, được đánh dấu bằng in đậm và biểu thị bằng biểu tượng dấu thập kép (‡).
| Phim truyện hay nhất - Nộ hỏa — Chân Tử Đan, Trần Mộc Thắng ‡ - Huyền thoại Mai Diễm Phương — Đặng Duy Bật, Giang Chí Cường, Hà Vận Minh - Răng khôn — Hoàng Bách Cao, Diệp Vỹ Tín - Trở thành huyền thoại — Ngô Quân Như - Những người phiêu bạt — Văn Bội Khanh | Đạo diễn xuất sắc nhất - Trần Mộc Thắng — Nộ hỏa ‡ (truy tặng) - Văn Niệm Trung — Keep Rolling - Lương Lạc Dân — Huyền thoại Mai Diễm Phương - Trịnh Bảo Thụy — Răng khôn - Trần Khả Tân — Đoạt quán |
| Kịch bản hay nhất - Âu Kiện Nhi, Sầm Quân Thiến — Răng khôn ‡ - Chương Ngạn Kì, Hà Triệu Khang, Lý Hạo Điền, Lăng Vỹ Tuấn — One Second Champion - Hà Tịnh Di, Lâm Gia Đống — TIME - Doãn Chí Văn, Lư Văn Tuấn — Trở thành huyền thoại - Lý Tuấn Thạc — Những người phiêu bạt | Nam diễn viên chính xuất sắc nhất - Tạ Hiền — Time ‡ - Lâm Gia Đống — Thuốc lá cuộn tay - Lâm Gia Đống — Răng khôn - Lương Trọng Hằng — Trở thành huyền thoại - Ngô Trấn Vũ — Những người phiêu bạt |
| Nữ diễn viên chính xuất sắc nhất - Lưu Nhã Sắt — Răng khôn ‡ - Châu Tú Na — Madalena - Vương Đan Ni — Huyền thoại Mai Diễm Phương - Ngô Quân Như — Trở thành huyền thoại - Củng Lợi — Đoạt quán | Nam diễn viên phụ xuất sắc nhất - Phùng Hạo Dương — Trở thành huyền thoại ‡ - Cổ Thiên Lạc — Huyền thoại Mai Diễm Phương - Lâm Tuyết — TIME - Kha Vĩ Lâm — Những người phiêu bạt - Tạ Quân Hào — Những người phiêu bạt |
| Nữ diễn viên phụ xuất sắc nhất - Liêu Tử Dư — Huyền thoại Mai Diễm Phương ‡ - Bào Khởi Tịnh — Caught in Time - Liêu Tử Dư — Răng khôn - Chung Tuyết Oánh — TIME - Bạch Lang — Đoạt quán - Lý Lệ Trân — Những người phiêu bạt | Diễn viên mới xuất sắc nhất - Vương Đan Ni — Huyền thoại Mai Diễm Phương ‡ - Chung Tuyết Oánh — TIME - Lương Trọng Hằng — Trở thành huyền thoại - Phùng Hạo Dương — Trở thành huyền thoại - Kha Vĩ Lâm — Những người phiêu bạt                                                                                                |
| Quay phim xuất sắc nhất - Trịnh Triệu Cường — Răng khôn ‡ - Lưu Tử Kiện — Thuốc lá cuộn tay - Phùng Viễn Văn — Nộ hỏa - Phan Diệu Minh — Huyền thoại Mai Diễm Phương - Christopher Doyle, Thái Huệ Mẫn — Love After Love | Dựng phim xuất sắc nhất - Bành Chính Hy — Nộ hỏa ‡ - Trương Thục Bình, Lư Vĩ Lân — Thuốc lá cuộn tay - Chung Vỹ Chiêu — Shock Wave 2 - Mạch Tử Thiện, Lý Điểm Thạch, Hà Vĩnh Y — Trận chiến hồ Trường Tân - David Richardson — Răng khôn                                                                                      |
| Chỉ đạo nghệ thuật xuất sắc nhất - Mạch Quốc Cường, Vương Tuệ Nhân — Răng khôn ‡ - Trương Triệu Khang, Diêu Hán Văn — Thuốc lá cuộn tay - Hoàng Bính Diệu — Huyền thoại Mai Diễm Phương - Triệu Hải — Love After Love - Phan Diệc Sâm — Những người phiêu bạt | Thiết kế phục trang và hóa trang xuất sắc nhất - Ngô Lí Lộ, Diệp Gia Nhân — Huyền thoại Mai Diễm Phương ‡ - Dư Gia An, Diệp Gia Nhân — Răng khôn - Trương Triệu Khang, Trần Tử Tình — Thuốc lá cuộn tay - Ngô Bảo Linh — Dynasty Warriors: Chiến binh Tam Quốc - Emi Wada — Love After Love                                   |
| Chỉ đạo võ thuật xuất sắc nhất - Chân Tử Đan, Cốc Hiên Chiêu, Tanigaki Kenji, Lý Trung Chí — Nộ hỏa ‡ - Lương Bác Ân — One Second Champion - Đặng Thụy Hoa — Thuốc lá cuộn tay - Lý Trung Chí — Shock Wave 2 - Huỳnh Vỹ Lương — Răng khôn | Nhạc phim hay nhất - Ryuichi Sakamoto — Love After Love ‡ - Triệu Tăng Hy, Trương Nhân Kiệt — Huyền thoại Mai Diễm Phương - Kenji Kawai — Răng khôn - Đới Vĩ — Trở thành huyền thoại - Hoàng Diễn Nhân — Những người phiêu bạt                                                                                                |
| Ca khúc trong phim hay nhất - "Origin of Time" — One Second Champion - Sản xuất/Ca sĩ: Châu Quốc Hiền, Triệu Thiến Hằng - Sáng tác: Trịnh Mẫn ‡ - "Welcome To This City" — The Way We Keep Dancing - Sản xuất: Đới Vĩ, Hoắc Gia Gia - Sáng tác: Hoắc Gia Gia, A Phật, Trần Tâm Dao - Ca sĩ: Hoắc Gia Gia, A Phật, Lưu Kính Văn, Jan Curious (A Thủy) ft. Kids Choir (Đới Thiên Tín, Đới Phi Nhiên, Phạm Tâm Nghiêu, Lý Bảo Du, Trang Đông Tình) - "Đối trì" — Nộ hỏa - Sản xuất: Tạ Đình Phong - Sáng tác: Kiều Tinh - Ca sĩ: Tạ Đình Phong - "Zero to Hero" — Trở thành huyền thoại - Sản xuất: Đới Vĩ - Sáng tác: Trần Tâm Dao - Ca sĩ: Liễu Ứng Đình - Drifting — Những người phiêu bạt - Sản xuất, sáng tác, ca sĩ: Hoàng Diễn Nhân | Thiết kế âm thanh xuất sắc nhất - Đỗ Đốc Chi, Ngô Thư Dao — Huyền thoại Mai Diễm Phương ‡ - Nhiếp Cơ Vinh, Diệp Triệu Cơ — Shock Wave 2 - Vương Đan Nhung, Steve Burgess, Doãn Kiệt — Trận chiến hồ Trường Tân - Lý Diệu Cường, Diêu Tuấn Hiên, Kaikangwol Rungsakorn, Du Quốc Lương — Nộ hỏa - Nopawat Likitwong — Răng khôn |
| Hiệu ứng hình ảnh xuất sắc nhất - Dư Quốc Lương, Lâm Gia Lạc, Lương Vỹ Dân, Hồng Mẫn Thi — Huyền thoại Mai Diễm Phương ‡ - Dư Quốc Lương, Lâm Gia Lạc, Từ Đức Bưu, Hà Gia Toàn — Shock Wave 2 - Từ Khắc, Dương Mẫn Kiệt, Vương Lôi — Trận chiến hồ Trường Tân - Lương Vỹ Dân, Lâm Hồng Phong, Điêu Cảnh Vĩ, Hồng Mẫn Thi — Nộ hỏa - Lâm Gia Lạc, Hà Văn Lạc, Điêu Cảnh Vĩ — Răng khôn | Đạo diễn mới xuất sắc nhất - Trần Kiện Lãng — Thuốc lá cuộn tay ‡ - Triệu Thiến Hằng — One Second Champion - Văn Niệm Trung — Keep Rolling - Lưu Hạo Lương — Caught in Time - Lý Tuấn Thạc — Những người phiêu bạt |
| Phim truyện Trung Quốc và Đài Loan hay nhất - American Girl — Nguyễn Phụng Nghi ‡ - Till We Meet Again — Cửu Bả Đao - My Missing Valentine — Trần Ngọc Huân | |
| Giải Thành tựu trọn đời - Hứa Quán Văn‡ | Giải Tinh thần chuyên nghiệp - Châu Quốc Trung‡ |